# Malambo (Atlántico)
Malambo es un municipio colombiano ubicado en el departamento del Atlántico y que forma parte del área Metropolitana de Barranquilla.

## Toponimia
Posiblemente provenga de la planta de habito arbustivo: Croton.

## Historia

### Época precolombina
En el territorio de Malambo existían varios grupos aborígenes con su respectivo cacique Mokaná, Bonda, Coto, Pocigueica.
Se identifica la cultura Malambo (además de la cultura Momil) con cerámica de representación geométrica o antropomorfa y zoomorfas. Además, el predominio del maíz.

### Periodo colonial y virreinal
Pedro de Heredía, conquistador de Tierradentro, encomienda a Jerónimo de Melo llegar a través del río Magdalena hasta el caserío. En el periodo de 1562 a 1599 Malambo es entregado como encomienda y se evangeliza a los indígenas de la zona.
Para 1714, según registros históricos los malamberos se enfrentan a los corsarios ingleses, quienes se apoderaban del puerto de Sabanilla.

### Periodo de independencia (1812-1822)
Años más adelante, entre 1812-1822 sus pobladores lucharon en varias batallas, entre las cuales se destaca la Campaña del Magdalena en 1812 y en 1821 en el Asedio de Cartagena. Finalmente, Malambo sirvió de retaguardia a Cartagena, aunque por poco tiempo, ya que ante la opresión de los invasores varias familias malamberas huyeron a lugares cercanos, estableciendo así nuevas poblaciones.

### Siglo XIX
En el mes de junio de 1849 se dio en la ciudad de Barranquilla y Cartagena una epidemia de peste o cólera morbo asiático, a donde había llegado por barcos que arribaron de Panamá, Por lo cual, se determinó usar los puertos fluviales que estaba libre de cuarentena: Los de Soledad y Malambo. Esto permitió que no se bloqueara del todo el comercio fluvial que existía ya desde Girardot y de salida de Hierro de la siderurgia de Pacho y comercio de Tabaco de El Carmen y Ambalema.
En 1857 es elevado a la categoría de Distrito Municipal, pero más tarde desciende a corregimiento en 1885 por el nuevo ordenamiento político.
En 1893, cuando el ingeniero cubano Francisco Javier Cisneros, efectúa la construcción del muelle, que dio paso al terminal marítimo de Puerto Colombia junto con la construcción del Ferrocarril de Bolívar que conectaba al Puerto de Barranquilla. Ocasionó que se eliminara el eje de puertos Malambo-Sabanilla, lo que afectó fuertemente a Malambo.

### Siglo XX
Sus deslindes con los municipios de Soledad, Baranoa, Polonuevo y Sabanagrande fueron ratificados mediante la ordenanza 015 de 1961 (en materia de límites para el municipio de Malambo es la ordenanza 30 de 1913). El 24 de abril de 1912, fue aprobada la ordenanza número 024, por medio de la cual se eleva a Malambo a la categoría de municipio, tras haber sido suspendida su vida jurídica autónoma en el proceso de ser creado el departamento del Atlántico.

## Símbolos

### Bandera
Se adoptó la bandera de Cartagena de Indias, al pertenecer este al Estado Libre de Cartagena, proclamado el 11 de noviembre de 1811. Se le dio una bandera rectangular formada por tres cuadrilongos, rojo, amarillo y verde, en cuyo centro ostentaba una estrella de plata. Fue la que llevó Bolívar a la Campaña Admirable de 1812 a 1813.

### Escudo
Diseñado por el profesor Alfredo Otero, tomó como referencia la bandera del municipio y el río Magdalena. En su parte superior hay una estrella de ocho puntas que simboliza las antiguas provincias del estado de Bolívar. El sol refiere al elemento del himno y la ribera al río de la Magdalena, ruta por la que llegó el portugués Jerónimo de Melo a esta tierra.
En la parte izquierda se encuentran las herramientas utilizadas por los nativos y campesinos a la hora de labrar la tierra (azadón y pala), al igual que la Yuca y unas ollas/vasijas de barro (alfarería); la parte derecha simboliza el presente y futuro malambero, ahí se divisa una fábrica (industria), un libro (ciencia) y el símbolo de la cultura.
Las astas que sostienen las banderas son el símbolo de las armas que los aborígenes utilizaban para la caza y defensa personal (superiores) en comparación a las utilizadas por los europeos (inferiores).

### Himno
Compuesto por el músico Marcial Meza Martínez, que el 24 de agosto de 1993 lo presentó dentro del concurso que buscaba el himno municipal, organizado por la Alcaldía Municipal, la Casa de la Cultura y la Asociación Municipal de Profesionales de Malambo (Asproma). 

## Geografía

### Ubicación
El municipio de Malambo se localiza en la ribera occidental del río Magdalena y es uno de los cinco Municipios que conforman el área metropolitana de Barranquilla. Se ubica en la latitud: 10° 52' Norte y longitud 74° 47' Oeste.
Malambo limita al norte con Soledad; por el este con el río Magdalena; por el occidente con los municipios de Galapa y Baranoa; por el sur con los municipios de Sabanagrande y Polonuevo.
Se encuentra a una distancia de Barranquilla de 12 kilómetros hacia el sur. 
La vía vehicular más importante es la carretera Oriental (calle 30 de Barranquilla), la cual colinda con el río Magdalena.

## División político-administrativa
Además de su cabecera municipal, Malambo tiene bajo su jurisdicción los siguientes centros poblados:
- Caracolí
- La Aguada
- Pitalito

### Extensión
La extensión del municipio de Malambo es de 108 km², que representa el 2,92% del territorio total del departamento del Atlántico. De este total, 359 metros corresponden a cuerpos de agua.
El área urbana tiene en la actualidad 2.460,47 ha que representan el 24,88 % de la superficie total del municipio. De estas, 697,66 ha (28,35% del área urbana) se encuentran urbanizadas. La altura sobre el nivel del mar es de 10 msnm.

## Economía
El Parque Industrial de Malambo donde funcionan importantes empresas del Departamento del Atlántico se enmarca en la ley 351 de 1997.
El Parque Industrial se construyó a un costo de 45 millones de dólares, Oikos como empresa indicó que el proyecto tiene bodegas industriales y además cuenta con servicios hoteleros adicionales a la zona complemento del aeropuerto Ernesto Cortissoz.
La compañía Postobón está ubicada en esta área con la embotelladora más grande de Suramérica además están los centros logísticos de empresas como Éxito, Servientrega, Tepsa, Corpoacero, Metalmecanica ProBarranquilla.
Las empresas que se ubican en la zona industrial se beneficiaran con un beneficio tributario en pago por diez años.
El Municipio es el tercer municipio industrial departamental del Atlántico y se halla ubicado allí el Parque Industrial de Malambo S.A. (PIMSA)
El Eje empresarial de Malambo, Barranquilla y Soledad son el crecimiento económico del Departamento del Atlántico.

## Tránsito y transporte
Varias empresas de transporte público cubren distintas rutas desde el municipio hasta el centro y norte de Barranquilla, y el municipio de Soledad: TRANSMECAR, con 3 rutas (a) Malambo-Soledad-Calle 77; (b) Malambo-Soledad-Calle 17-CUC; y (c) Caracolí-Malambo-Centro). TRASALIANCO con 3 rutas (a) Concorde; (b) Malambo-Murillo; y (c) Malambo-Calle 76). TRASALFA con 2 rutas (a) Pimsa Luna; y (b) Malambo-Vía 40. COOTRACOLSUR, la cual conecta con el municipio con Soledad.

## Cultura

### Tradición arqueológica y alfarera
En Malambo se encontraron las siguientes características que tenía las culturas prehispánicas:
La tecnología alfarera fue el enrollado en espiral; el desengrasante es arena, no fibras vegetales; el cocimiento no es bueno, pues aparece un núcleo carbonizado. Las vasijas están bien pulidas, con guijarros. Las formas principales son -además de los budares – platos hondos, vasijas varias, cántaros, patas de trípodes, base anular. Lo más característico del estilo son abundantes apéndices sobre los bordes de: las vasijas, geométricos, zoomorfos y antropomorfos. No hay figuritas, sí en cambio, algunas pequeñas máscaras de arcilla. Abundan los adornos incisos geométricos y falta la pintura; los motivos son en gran parte volutas y espirales, hachurados, etc. Los entierros son primarios y extendidos, y en cántaros utilizados como urnas, para criaturas. Existen unos discos planos que pudieron servir como base para fabricar las vasijas. Hay torteros; sellos cilíndricos; asas, algunas dobles, las más con figuras zoomorfa*.

## Servicios públicos
- Agua y alcantarillado: actualmente se está prestando el servicio por medio de la empresa Triple A
- Energía eléctrica: el servicio de comercialización y distribución está a cargo de la empresa Air-e. La subestación eléctrica, localizada a lo largo de la carretera oriental distribuye la electricidad, no sólo para el área urbana, sino también para las áreas rural del territorio.
- Gas natural domiciliario: el servicio es suministrado por la empresa Gases del Caribe, según datos entregados por la empresa, el número de usuarios en el municipio de Malambo está en el orden de los 10.370, con un total de 19.592 viviendas en el área urbana, para una cobertura del 52.93%. El servicio de gas natural está en el orden del 80%.
- Alumbrado público y amueblamiento urbano: son prestados por la firma Dolmen S.A., cuenta con 5.600luminarias de sodio de alta presión y excelente amoblamiento urbano.